# The Final Frontier
The Final Frontier — п'ятнадцятий студійний альбом англійської групи Iron Maiden, який був випущений 13 серпня 2010 року.

## Композиції
1. Satellite 15... The Final Frontier — 8:40
2. El Dorado — 6:48
3. Mother of Mercy — 5:20
4. Coming Home — 5:52
5. The Alchemist — 4:28
6. Isle of Avalon — 9:06
7. Starblind — 7:48
8. The Talisman — 9:03
9. The Man Who Would Be King — 8:28
10. When the Wild Wind Blows — 11:00

## Позиції в чартах
| Дебютна позиція | Країни |
| --------------- | --- |
| 1               | Австрія; Бразилія; Болгарія; Канада; Чилі; Колумбія; Хорватія; Чехія; Данія; Естонія; Фінляндія; Франція; Німеччина; Greece; Угорщина; Ісландія; Індія; Італія; Мексика; Нова Зеландія; Норвегія; Португалія; Росія; Саудівська Аравія; Словенія; Spain; Швеція; Швейцарія; UK |
| 2               | Австралія; Нідерланди |
| 3               | Ірландія; Польща; Туреччина |
| 4               | Бельгія (Валлонія); США |
| 5               | Японія; Сингапур |
| 6               | Бельгія (Фламандія) |